# Géoneutrino
Un géoneutrino est un antineutrino électronique produit à l’intérieur de la Terre par la radioactivité β d'isotopes radioactifs (essentiellement 40K, 232Th, 235U et 238U).
La géophysique des neutrinos permet aux géologues de déterminer l'abondance de l'uranium, du thorium et du potassium grâce à des détecteurs d'antineutrinos électroniques, la désintégration de ces radionucléides dans le manteau et la croûte terrestre étant à l'origine de 90 % du flux de chaleur de la Terre,.
L'observation de ce flux d’antineutrinos réfute la théorie du géo-réacteur (en) de J. Marvin Herndon (en).

## Origine
Les géoneutrinos sont produits à l'intérieur de la Terre par les réactions nucléaires suivantes,:
- 238U → 206Pb + 8α + 8e− + 6{\displaystyle {\displaystyle {\overline {\nu _{e}}}}} + 51,7 MeV
- 235U → 207Pb + 7α + 4e− + 4{\displaystyle {\displaystyle {\overline {\nu _{e}}}}} + 46,4 MeV
- 232Th → 208Pb + 6α + 4e− + 4{\displaystyle {\displaystyle {\overline {\nu _{e}}}}} + 42,7 MeV
- 40K → 40Ca + e− + {\displaystyle {\displaystyle {\overline {\nu _{e}}}}} + 1,31 MeV[b]
- 40K + e− → 40Ar + e− + {\displaystyle {\displaystyle {\overline {\nu _{e}}}}} + 1,505 MeV[b]

## Observation
Avec les moyens expérimentaux disponibles en 2020, seuls les géoneutrinos issus de l'uranium 238 et du thorium 232 sont détectables, ceux issus du potassium 40 pourraient l'être dans un avenir proche.
L'expérience Borexino (en) a observé une cinquantaine de géoneutrinos entre décembre 2007 et avril 2019.

## Applications

Évolution de la puissance thermique radiogénique au cours du temps dans les couches internes de la Terre.

Les connaissances dont on dispose concernant les couches internes de la Terre viennent essentiellement de l'étude des ondes sismiques. L'étude des géoneutrinos offre une autre fenêtre d'observation pour ces zones inaccessibles. L'expérience Borexino a ainsi pu établir que la puissance fournie par la désintégration des isotopes radioactifs à l'intérieur de la Terre est de {\displaystyle 38,2_{-12,7}^{+13,6}} TW, valeur compatible avec celle obtenue par d'autres méthodes. Les géoneutrinos permettent aussi d'estimer l'abondance dans le manteau terrestre du thorium (au moins 48 ppb) et de l'uranium (au moins 13 ppb),.